# Cigüeño

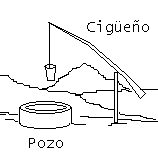
Cigüeño o cigoñal aplicado a un pozo.

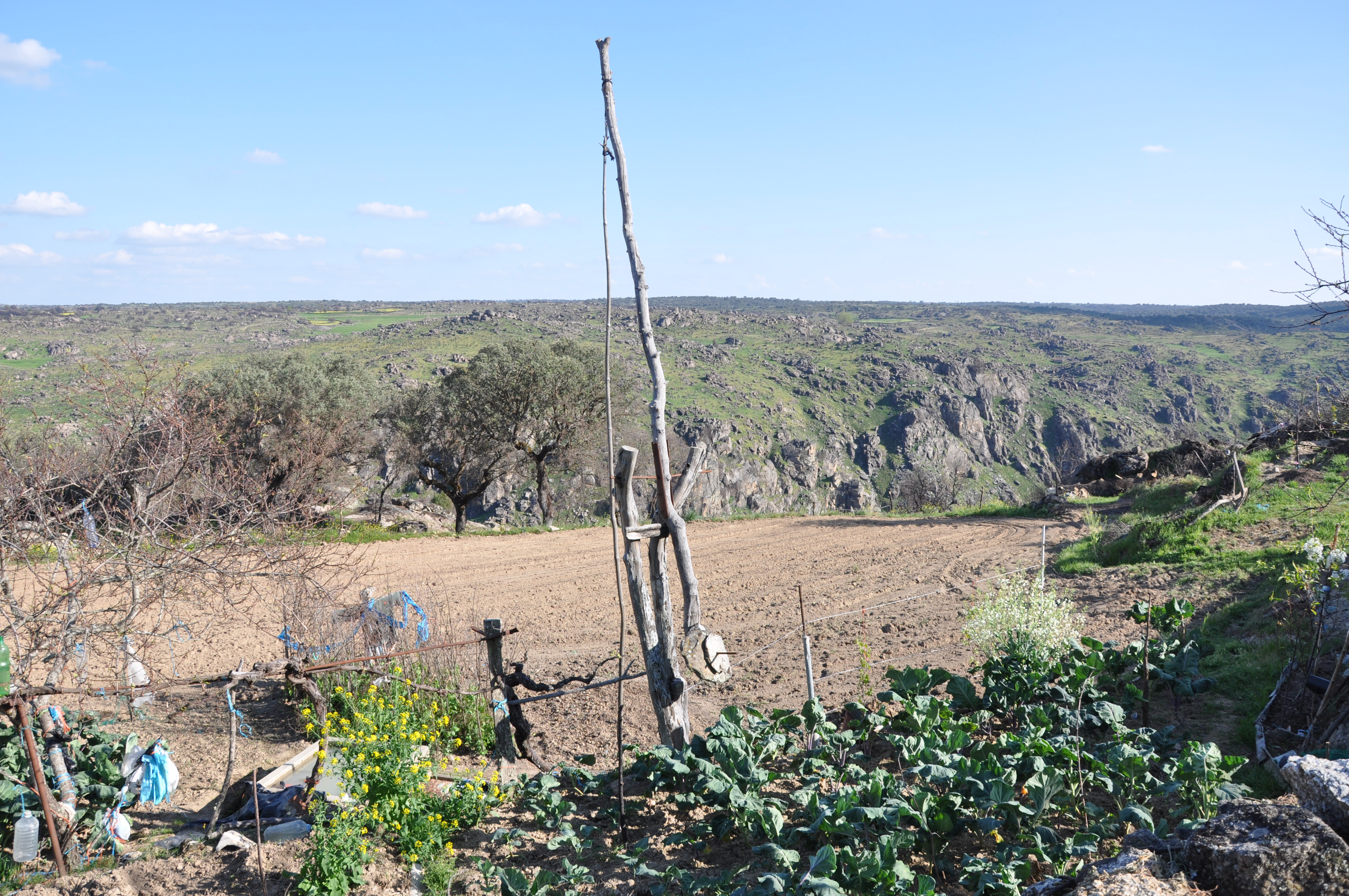
Cigüeñal en Aldeia Nova, Miranda do Douro, Portugal.

Aparte de su acepción académica como macho de la cigüeña, cigüeño, también llamado cigoñal, se denomina al instrumento que hace uso del efecto palanca para elevar o transportar materiales a cortas distancias. Se trata de una grúa simple que en su versión más sencilla se compone de:
- un fuste vertical anclado al suelo y terminado en horquilla por su parte superior,
- una palanca, pértiga o caña apoyada sobre la horquilla del fuste. En un extremo de la caña se sitúa el operario y en el otro el peso que se desea levantar.

No es raro el uso de cigüeños en pozos cuyo nivel freático queda a pocos metros de la superficie. En este caso la caña es larga y vuela más por la parte de la carga (cubo) para lograr un mayor recorrido vertical. Colocando un peso en el extremo del operario se consigue aligerar el esfuerzo necesario para elevar el cubo lleno de agua.